# Galicia uralkodóinak listája
Galicia királyai a mai Spanyolország északnyugati részén uralkodtak. Galicia volt az Ibériai-félszigeten az egyik első, a Római Birodalom bukása után a népvándorlásból felemelkedett királyság.
A Galiciai Királyságot a szvébek alapították, majd 585-től a vizigótok uralták a területet. Az első évezred végén Galicia León része lett, majd kettészakadt: a mai értelemben vett tartomány Galicia néven maradt a Leóni királyság része, a korábbi királyság déli részéből pedig az első portugál grófság jött létre.
A királyság 2 alkalommal volt független Leóntól, ill. Kasztíliától:
- I. Sancho (*895, ur.: 925 – †929)
- II. García (*1042, ur.: 1065 – 1072, †1090. március 22.) – I. Ferdinánd leóni király gyermeke, aki a trónharcokban megszerezte a galiciai és portugál területeket. 1071-től Galicia és Portugália királya. 1072-ben testvére, VI. Alfonz, Kasztília és León királya elfoglalta a területet, és Galiciát a Kasztíliai Királyság részévé tette.

| Az Ibériai-félsziget keresztény uralkodóinak táblája a Reconquista idejétől napjainkig |                              |                              |                              |                              |               |                              |                              |                              |                              |
| Portugália                                                                             | Spanyolország                | Spanyolország                | Spanyolország                | Spanyolország                | Spanyolország | Spanyolország                | Spanyolország                | Spanyolország                | Spanyolország                |
| Portugália                                                                             | A Kasztíliai Korona országai | A Kasztíliai Korona országai | A Kasztíliai Korona országai | A Kasztíliai Korona országai | Navarra       | Az Aragóniai Korona országai | Az Aragóniai Korona országai | Az Aragóniai Korona országai | Az Aragóniai Korona országai |
| Portugália                                                                             | Galicia                      | Asztúria                     | León                         | Kasztília                    | Navarra       | Aragónia                     | Barcelona                    | Valencia                     | Mallorca                     |